# Chromosom 12

Chromosom 12 – jeden z 23 parzystych chromosomów człowieka. DNA chromosomu 12 liczy ponad 132 milionów par nukleotydów, co stanowi około 4-4,5% materiału genetycznego ludzkiej komórki. Liczba genów mających swoje locus na chromosomie 12 szacowana jest na 1000-1300.

## Geny
Niektóre geny mające swoje locus na chromosomie 12:
- ACVRL1
- CBX5
- COL2A1
- HPD
- LRRK2
- MMAB
- MYO1A (kodujący miozynę IA)
- NANOG
- VWF (kodujący czynnik von Willebranda)
- PAH (kodujący hydroksylazę fenyloalaninową)
- PPP1R12A
- PTPN11
- TCF1

## Choroby
Następujące choroby związane są z mutacjami w obrębie chromosomu 12:
- achondrogeneza typu 2
- choroba von Willebranda
- choroba Rendu-Oslera-Webera
- choroba Parkinsona
- cukrzyca MODY 3
- dysplazja Kniesta
- fenyloketonuria
- hipochondrogeneza
- kolagenopatie typu II i XI
- kwasica metylomalonowa
- niedobór izomerazy fosfotriozowej
- tyrozynemia
- zespół łokciowo-sutkowy
- zespół Noonan
- zespół Sticklera